# Mulassa de Montblanc
La Mulassa de Montblanc és un element del bestiari de Montblanc (Conca de Barberà). Creada el 1981, aparegué per primera vegada durant les festes de Carnaval. De propietat municipal, la mulassa balla amb les melodies de les gralles mentre la mainada corre al seu voltant. Els Amics dels Gegants de Montblanc en són els actuals portadors des de l’any 2005.
Documentada el 1381, la Mulassa de Montblanc és la més antiga de Catalunya. Aleshores era propietat de blanquers i pelleters. Era sostinguda per dues persones i muntada per un cavaller. La cua era de pell i el cap, un esquelet autèntic, que representava un element ferotge que llençava foc.

## Mulasseta
La Mulasseta de Montblanc es presentà el 17 de maig de 2014, coincidint amb les Festes de Sant Maties i amb el vintè aniversari dels Amics dels Gegants de Montblanc. Va ser apadrinada per la Mulassa petita de Valls, acompanyada de Mulasses d'altres indrets.